# Эггелинг, Викинг

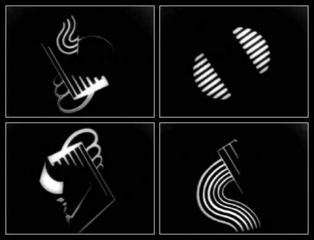
Четыре кадра из «Диагональной симфонии»

Викинг Эггелинг (21 октября 1880, Лунд — 19 мая 1925, Берлин) — шведский авангардный художник и режиссёр, творчество которого связано с дадаизмом, конструктивизмом и абстракционизмом. Один из основоположников абсолютного кино и визуальной музыки. Его фильм «Диагональная симфония» (1924) — один из первых абстрактных фильмов в истории экспериментального кино.

## Биография

### Ранние годы
В 16 лет осиротевший Эггелинг отправился в Германию для развития карьеры художника. С 1901 по 1907 год изучал историю искусства в Милане, во время учёбы подрабатывал бухгалтером. С 1907 по 1911 год преподавал искусство в школе-интернате в городе Цуоц в Швейцарии. С 1911 по 1915 жил в Париже, где его знакомыми и друзьями являлись Амадео Модильяни, Жан Арп, Леопольд Сюрваж и другие художники этого времени. В 1916 году Модильяни пишет портрет Викинга Эггелинга. На его творчество в значительной мере повлиял кубизм, но вскоре Эггелинг стал больше тяготеть к абстракционизму. В 1915—1917 годах в большей степени под влиянием «Ритмов цвета» Сюрважа он начал создавать зарисовки на рулонах бумаги, которые он называл «свитки из изображений», которые позднее привели его к идее «Горизонтально-вертикальной симфонии»(ныне утрачена) и «Диагональной симфонии».

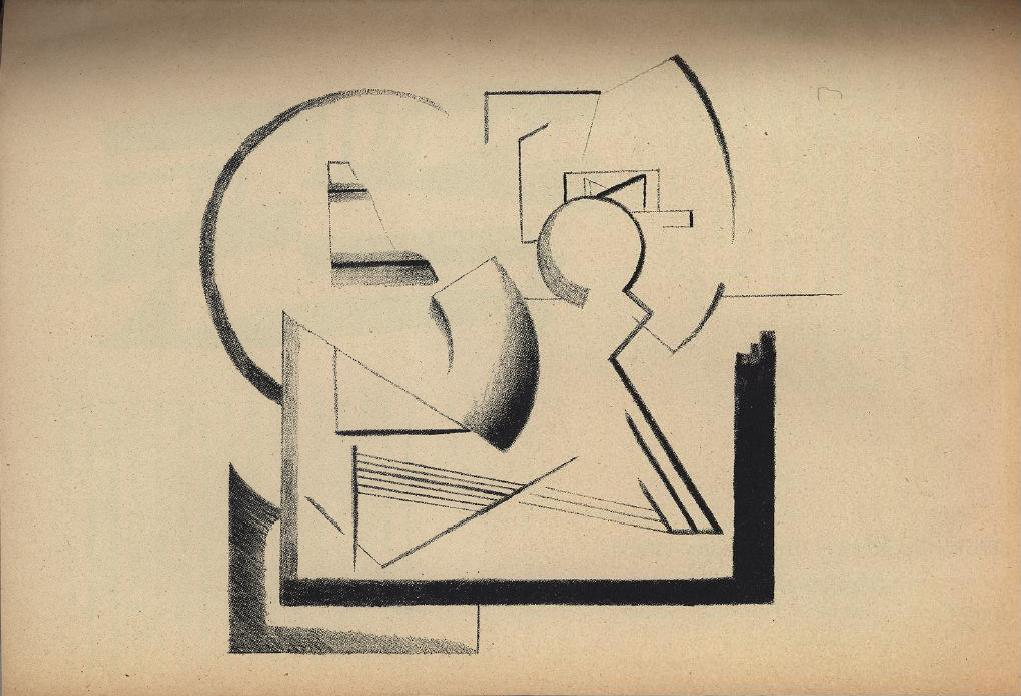
«Basse générale de la peinture. Extension» Литография (1919)

### Цюрих и Дада
В 1918 году в Цюрихе Эггелинг воссоединился с Жаном Арпом, принимал участие в событиях Дада и сдружился с такими художниками как Марсель Янко, Ричард Хюльсенбек, Софи Тойбер-Арп и другими деятелями, связанными с Кабаре Вольтер. В 1919 присоединился к группе «Новая жизнь», которая базировалась в Базеле и состояла из Марселя Янко, Жана Арпа, Софи Тойбер-Арп, Аугусто Джакометти и других. Эта группа поддерживала образовательный подход в современном искусстве, который объединял социалистические идеалы и конструктивистскую эстетику. В манифесте группа провозглашала «перестроение человеческого сообщества» в рамках подготовки к концу капитализма. В тот же год Эггелинг выступил в роли сооснователя похожей группы «Радикальные художники», более политически нацеленным ответвлением «Новой жизни».В 1918 году Тристан Тцара знакомит его с Хансом Рихтером. Эггелинг близко сотрудничал с Рихтером несколько лет, затем вместе переехали из Швейцарии в Германию. Позднее Ханс Рихтер так вспоминал эти годы: «Контраст между нами, который заключался в разнице методов и непосредственности, служил только для усиления взаимного притяжения…три года мы маршировали бок о бок, хотя боролись на разных фронтах».
Вот что пишет об этом сотрудничестве российский кинокритик Алексей Гусев: «В Германии экспериментировали Ганс Рихтер и Викинг Эггелинг, которые пытались оживлять „чистые“ композиции форм и абстрактных ритмов, „фотографировать“ музыку. Внимание этих художников, создателей абстракционистских произведений, было сконцентрировано на визуальном выражении музыкального ритма, ритма линий, фактур и размеров: картины Г.Рихтера „Фильм это ритм“, „Ритм 23“, „Ритм 25“, В. Эггелинга „Диагональная симфония“».

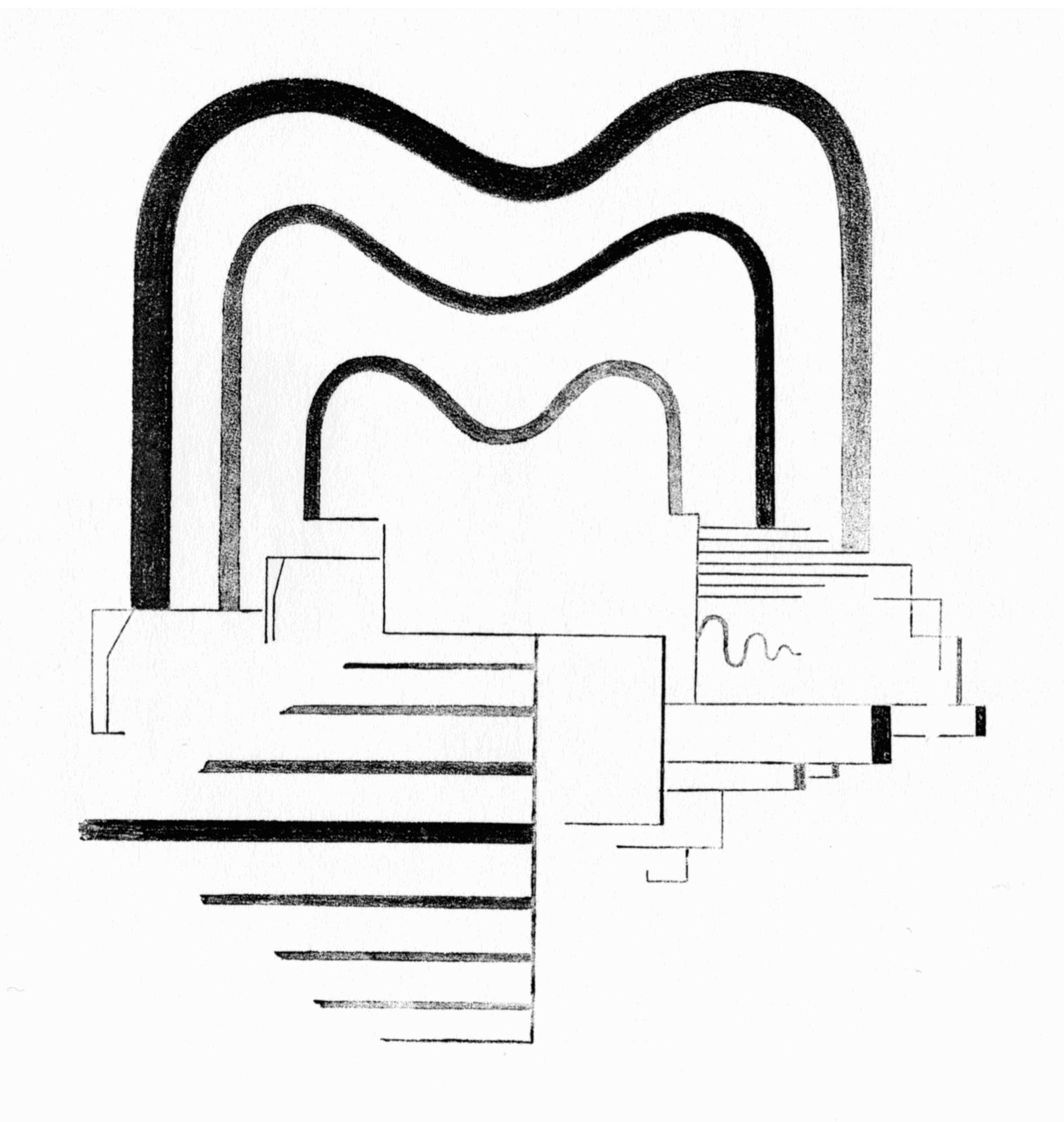
«Basse générale de la peinture. Extension» Литография (1919)

### Берлин
В Германии его первым местом жительства стал Берлин, где он встретил Рауля Хаусмана, Ханну Хёх и других радикальных художников. Он также присоединился к радикальному политическому объединению под названием «Ноябрьская группа», в которую входили многие художники из Дада, Баухауза и конструктивизма. После этого он переезжает в Кёльн вместе с Рихтером, где продолжает свои эксперименты со «свитками из изображений». Эти свитки представляли из себя последовательность картин на длинных рулонах бумаги и исследовали трансформацию геометрических форм. Такие свитки могли быть до 15 метров в длину. Так как рулоны подразумевались для просмотра слева направо, через некоторое время эта идея трансформировалась в кинематографические эксперименты с плёнкой. В 1920 Эггелинг начал производство своего первого фильма под названием «Горизонтально-вертикальная симфония», основанном на свитке из приблизительно 5000 изображений. В 1921 году он заканчивает своё сотрудничество с Рихтером и откладывает свою работу над «Горизонтально-вертикальной симфонией». В 1923 начинает сотрудничество с Эрной Неймер и работает над «Диагональной симфонией», которая является синтезом изображения, ритма, движения и музыки и представляет из себя вырезанные геометрические фигуры на чёрном фоне. Этот фильм был закончен и впервые показан в ноябре 1924 года. Публичная премьера состоялась в мае 1925 года в рамках программы «Der absolute Film», организованной «Ноябрьской группой». Через 16 дней Эггелинг скончался.

## Фильмография
- 1921 — «Горизонтально-вертикальная симфония», работа над которой не окончена
- 1924 — «Диагональная симфония»